# Dak

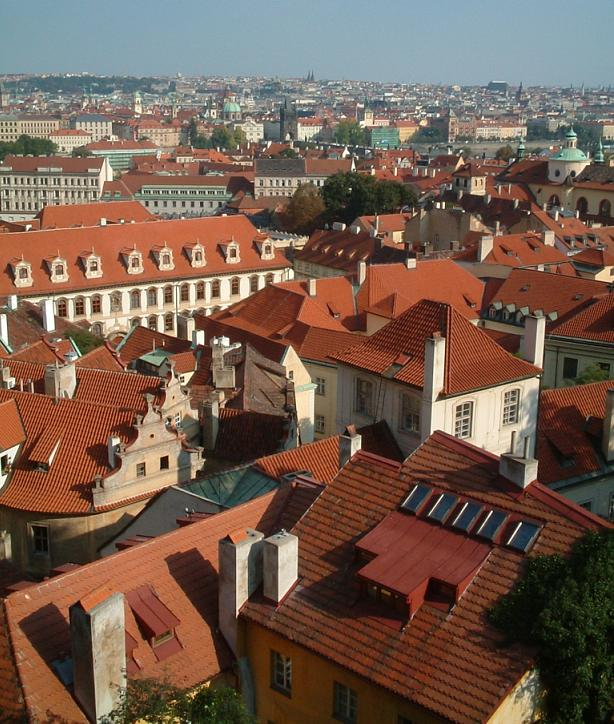
Dakenlandschap in Praag

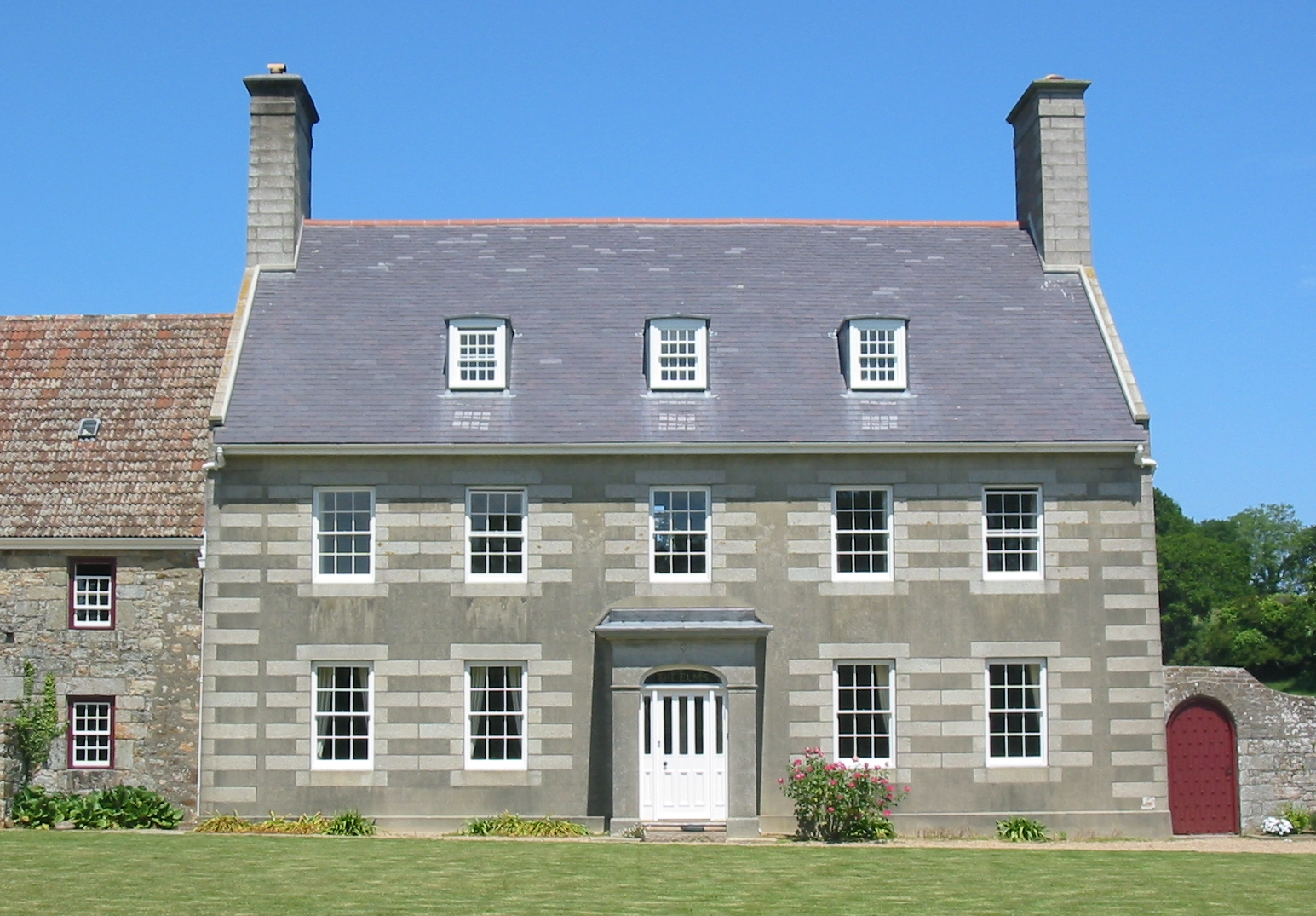
Hellend dak met leien gedekt

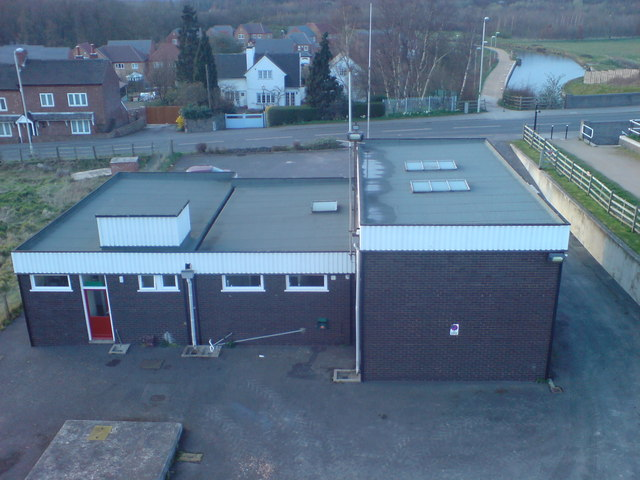
Gebouw met een platdak

Een dak is in de regel een overdekking van een gebouw of een onderdeel daarvan (zoals een carport). Het bestaat uit een of meer hellende of schuine vlakken, een dakschild genoemd, of uit een horizontaal vlak, een zogenoemd platdak. Zie dakvorm voor ander vormen die daken kunnen aannemen. Het doel van een dak is het onderliggende gebouw te beschermen tegen weersinvloeden, zoals regen, sneeuw, wind, hoge en lage temperaturen. Het wordt daarom ook de "vijfde gevel" genoemd.
De uitstraling van het dak vormt mede het aanzicht van het gebouw en is naar vorm en constructie afhankelijk van de klimatologische omstandigheden ter plaatse, de beschikbare bouwstoffen en de gebruikte bouwstijl. 

## Platdak
De opbouw van een platdak is in grote lijnen van buiten naar binnen: de dakbedekking; de constructie die de dakbedekking plus isolatie draagt, bijvoorbeeld het dakbeschot of dakplaten van gewapend beton of anderszins; dan de constructie die de dakbedekking met de drager draagt, denk aan een houten balklaag of stalen balken die de dakplaten ondersteunen. De constructie kan ook zelfdragend zijn, dat wil zeggen prefab betonplaten die van muur tot muur lopen, waarop isolatie en dakbedekking is aangebracht. 

## Hellend dak
Een traditioneel hellend dak bestaat uit de dakbedekking (bijvoorbeeld dakpannen); dakbeschot (houten planken) waarop de panlatten zijn aangebracht en de onderliggende dakconstructie bestaande gordingen, spanten etc. Moderne hellende daken bestaan uit zelfdragende dakelementen, die van muurplaat tot nok lopen, deze elementen zijn voorzien van isolatie, een dampremmende laag aan de warme kant en aan de buitenzijde panlatten om de dakbedekking te kunnen dragen.